# المنطقة الغربية (البحرين)

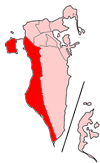
موقع بلدية المنطقة الغربية

بلدية المنطقة الغربية، كانت بلدية تابعة للبحرين في الجزء الغربي من البلاد. تم توزيع أراضيها ما بين محافظتي الجنوبية والشمالية.